# Топаркол
Топаркол (каз. Топаркөл, до 199? г. — Родники) — аул в Нуринском районе Карагандинской области Казахстана. Входит в состав Кенжарыкского сельского округа. Код КАТО — 355253300.

## Население
В 1999 году население аула составляло 49 человек (24 мужчины и 25 женщин). По данным переписи 2009 года, в ауле проживало 59 человек (33 мужчины и 26 женщин).